# Dolice (gromada)
Dolice – dawna gromada, czyli najmniejsza jednostka podziału terytorialnego Polskiej Rzeczypospolitej Ludowej w latach 1954–1972.
Gromady, z gromadzkimi radami narodowymi (GRN) jako organami władzy najniższego stopnia na wsi, funkcjonowały od reformy reorganizującej administrację wiejską przeprowadzonej jesienią 1954 do momentu ich zniesienia z dniem 1 stycznia 1973, tym samym wypierając organizację gminną w latach 1954–1972.
Gromadę Dolice z siedzibą GRN w Dolicach utworzono – jako jedną z 8759 gromad na obszarze Polski – w powiecie pyrzyckim w woj. szczecińskim na mocy uchwały nr V/49/54 WRN w Szczecinie z dnia 5 października 1954. W skład jednostki weszły obszary dotychczasowych gromad Dolice (bez miejscowości Mogilica) i Pomietów (bez miejscowości Przywodzie) oraz miejscowości Moskorzyn i Smardzyń z dotychczasowej gromady Żuków ze zniesionej gminy Dolice w tymże powiecie. Dla gromady ustalono 15 członków gromadzkiej rady narodowej.
31 grudnia 1959 do gromady Dolice włączono obszar zniesionej gromady Sądów w tymże powiecie.
1 stycznia 1969 z gromady Dolice wyłączono miejscowość Moskorzyn, włączając ją do gromady Lubiatowo w tymże powiecie; do gromady Dolice włączono natomiast miejscowości Bralęcin, Lipka i Wyręby ze zniesionej gromady Rzeplino tamże.
Gromada przetrwała do końca 1972 roku, czyli do kolejnej reformy gminnej. 1 stycznia 1973 w powiecie pyrzyckim reaktywowano gminę Dolice.